# Cesare Chiogna
Cesare Chiogna (* 1910 in Samedan; † 20. Oktober 1978 in Kilchberg) war ein Schweizer Skisportler, der im Skispringen sowie in der Nordischen Kombination aktiv war.

## Werdegang
Chiogna landete bei den Nordischen Skiweltmeisterschaften 1931 in Oberhof mit Sprüngen auf 49 und 50,5 Meter als zweitbester Schweizer auf dem 11. Platz. Bei den folgenden Olympischen Winterspielen 1932 in Lake Placid startete er im Skispringen sowie in der Kombination. Im Springen von der Normalschanze belegte er einen guten neunten Rang. Bei den Kombinierern überzeugte er im Springen mit einer guten Leistung und lag zwischenzeitlich auf Rang vier. Im Skilanglauf büsste er jedoch einige Plätze ein und lag am Ende nur auf Rang 22.
Nach dem Ende seiner aktiven Karriere arbeitete Chiogna als Verkäufer bei der Och Sport AG in Zürich.